# Badiaga
Pour plus de détails, voir Fiche technique et Distribution.
Badiaga est un film camerounais réalisé par Jean-Pierre Dikongué Pipa, sorti en 1986.

## Synopsis
Un drame inspiré par la vie tragique de la fameuse chanteuse camerounaise Beti Beti (Béatrice Kempeni), qui interprète son propre rôle à la fin du film. 
Badiaga, une petite fille de trois ans, est abandonnée dans un marché par sa mère. Un sourd-mouet la recueille et l'eduque. Un lien très fort grandit entre eux. 
En grandissant, elle rêve de devenir une chanteuse célèbre. Elle est fascinée par les différentes stars des cafés de Yaoundé. Elle vend de menus objects et collectionne des disques pour survivre. Un jour, elle a la chance d'interpréter à la radio une chanson de son enfance, qui devient immédiatement un succès national. 
Puis les concerts se succèdent, la foule l'adore. Pourtant, elle refuse tout lien sentimental et recherche désespérément une famille. Un jeune admirateur ne se laisse pas décourager, curieusement il porte sur le visage les mêmes scarifications qu'elle.

## Fiche technique
- Titre original : Badiaga
- Réalisation : Jean-Pierre Dikongué Pipa
- Production : Cameroun Spectacles
- Montage : Andrée Davanture
- Durée : 90 minutes
- Format : Couleurs
- Langues : Français et Pidgin

## Distribution
- Justine Sengue
- Alexandre Zanga
- Beti-Beti
- François Missé
- Roosevelt Eko
- Marc Dikabo
- Agnès Dgando
- Paul Edimo
- Mbella Ngom
- Blaise N'Nomo